# 알로나 탈
알로나 탈(Alona Tal, 1983년 10월 20일~)은 이스라엘의 배우이다. 헤르츨리야 출신으로, 폴란드계와 튀르키예계 유대인 부모 사이에서 태어났다. 이스라엘 방위군에서 복무했으며, 제대 이후 본격적인 배우 생활을 시작하였다.

## 출연 작품
- 레드 씨 다이빙 리조트(2018)
- 두 유 테이크 디스 맨(2016)
- 오프닝 나이트(2016)
- 컬트(2013)
- 브로큰 시티(2013)
- 쓰리 인치(2011)
- 파워스(2011)
- 캘러머티(2010, Kalamity)
- 언다큐멘티드(2010)
- 칼리지(2008)
- 테이킹 5(2007)
- 하프 패스트 데드 2(2007)
- 스플리트 디시전(2006)

### 텔레비전
- 수퍼내추럴 시즌1(2005)
- 베로니카 마스(2004)